# توکایوو (شهرستان بورایفسکی، باشقیرستان)
توکایوو (انگلیسی: Tukayevo, Burayevsky District, Republic of Bashkortostan) یک شهرک در شهرستان بورایفسکی باشقیرستان کشور روسیه است.